# Phomopsis landolphiae
Phomopsis landolphiae är en svampart som beskrevs av Novoss. 1936. Phomopsis landolphiae ingår i släktet Phomopsis och familjen Diaporthaceae.   Inga underarter finns listade i Catalogue of Life.